# Брынское водохранилище
Брынское водохранилище (Брынский пруд) — искусственный водоём на реке Брынь в Думиничском районе Калужской области. Площадь водного зеркала — 790 га. Используется для прудового рыбоводства (СПК «Брынский») — карп, толстолобик.
В Брынское водохранилище впадает река Урушка.

## История

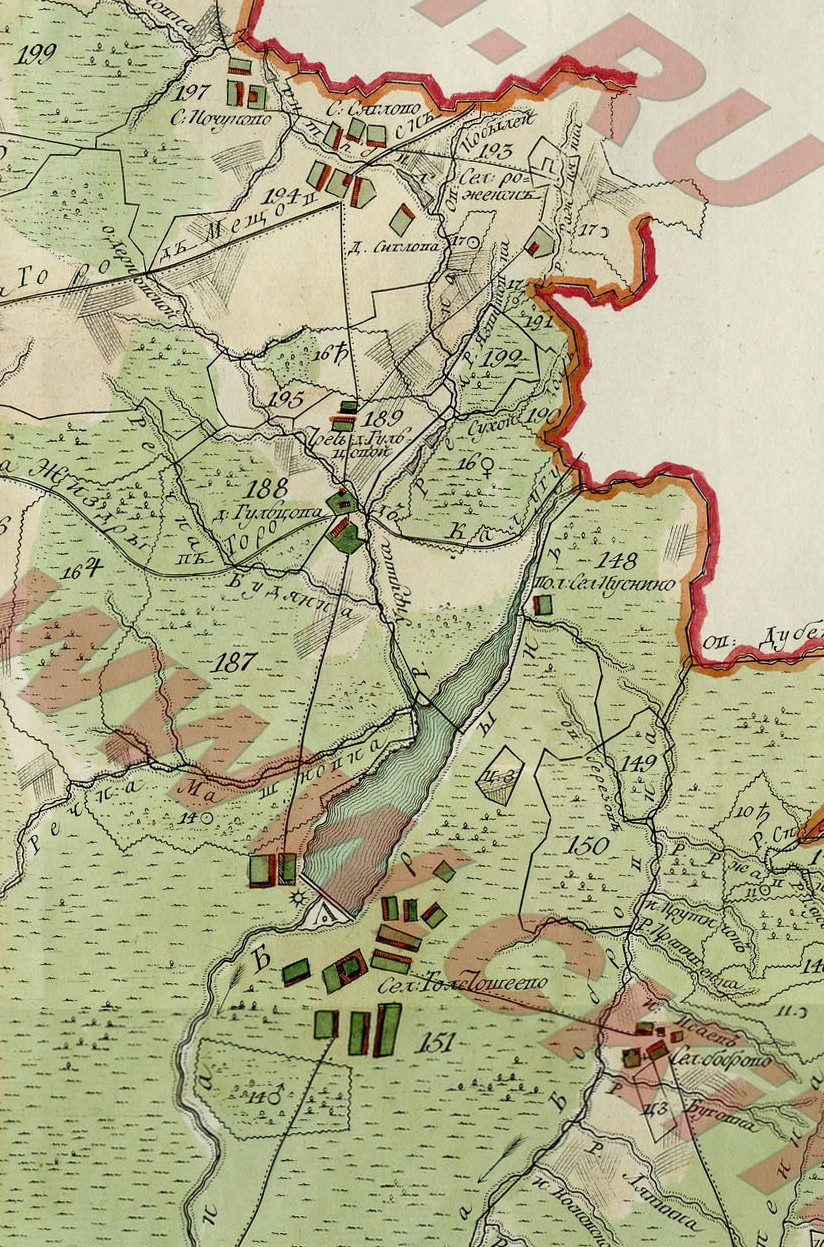
Брынское озеро на карте XVIII века

Плотина на реке Брынь сооружена в 1722—1724 заводчиком Никитой Демидовым для строительства Брынского молотового завода.
В 1822—1896 гг. водоём использовался для нужд Брынской суконной фабрики.
В 1933 плотину снесло паводком. Восстановлена в 1966—1967 гг. для организации рыбоводческого предприятия.

## Фотографии

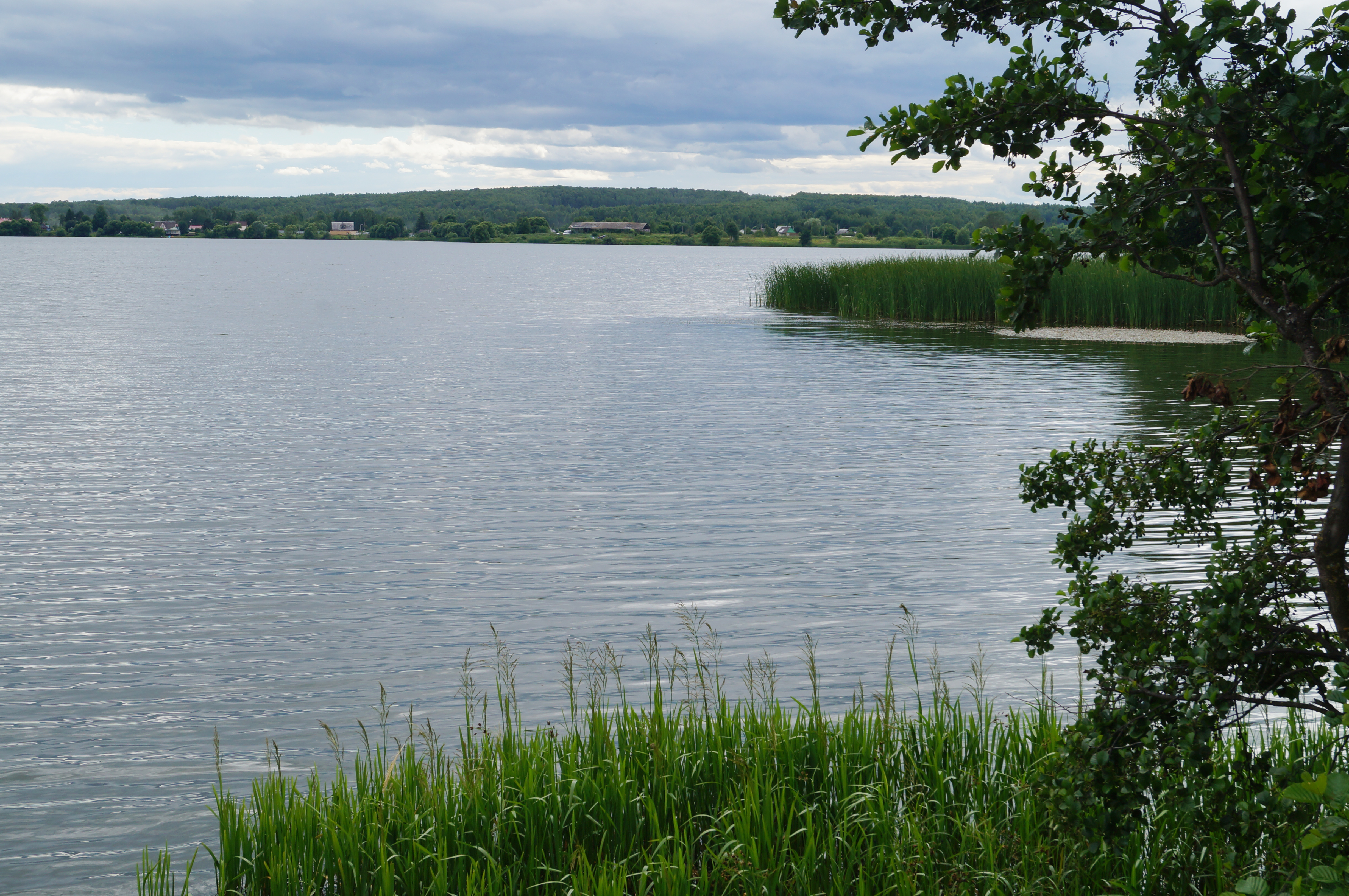
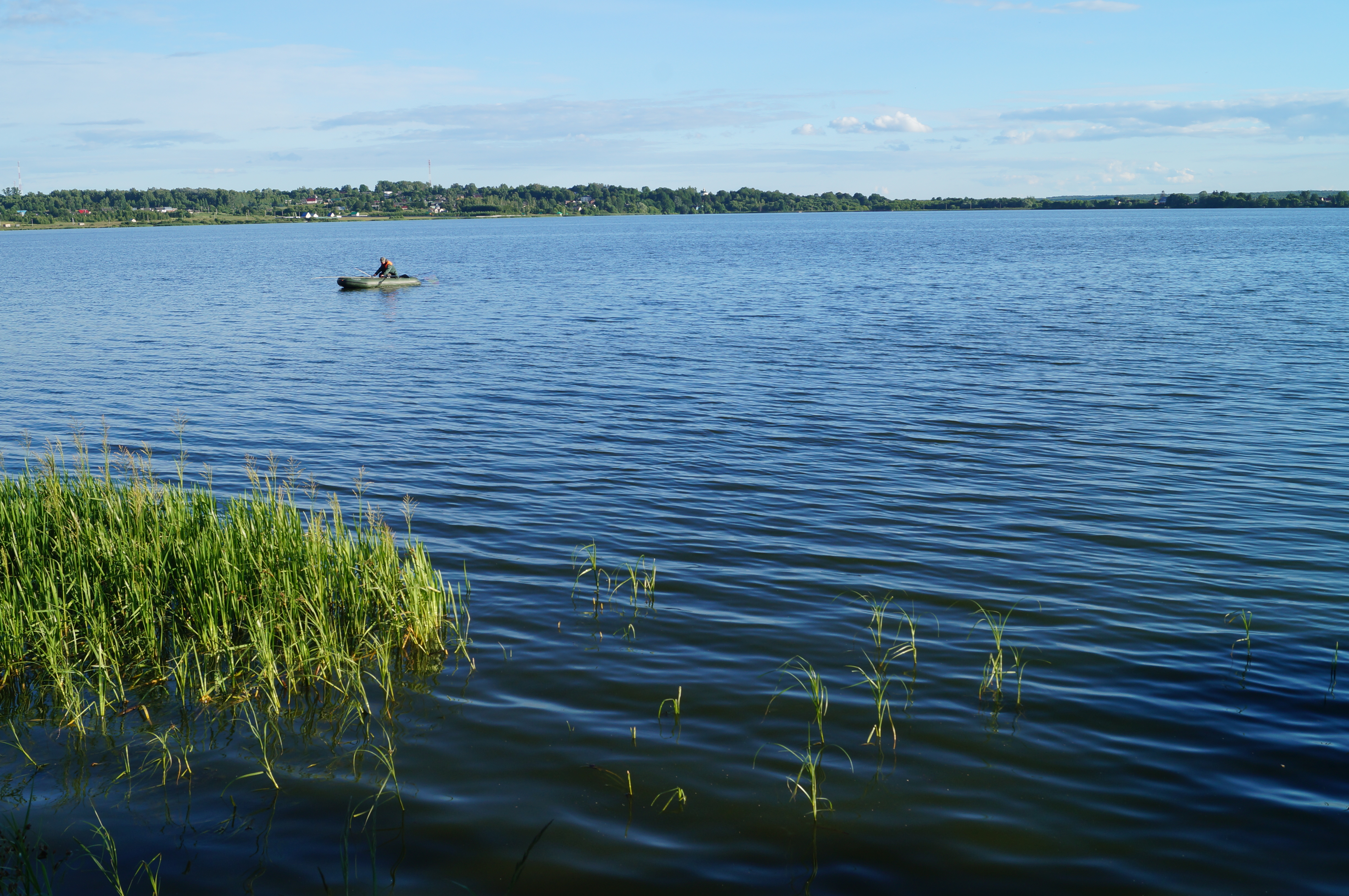
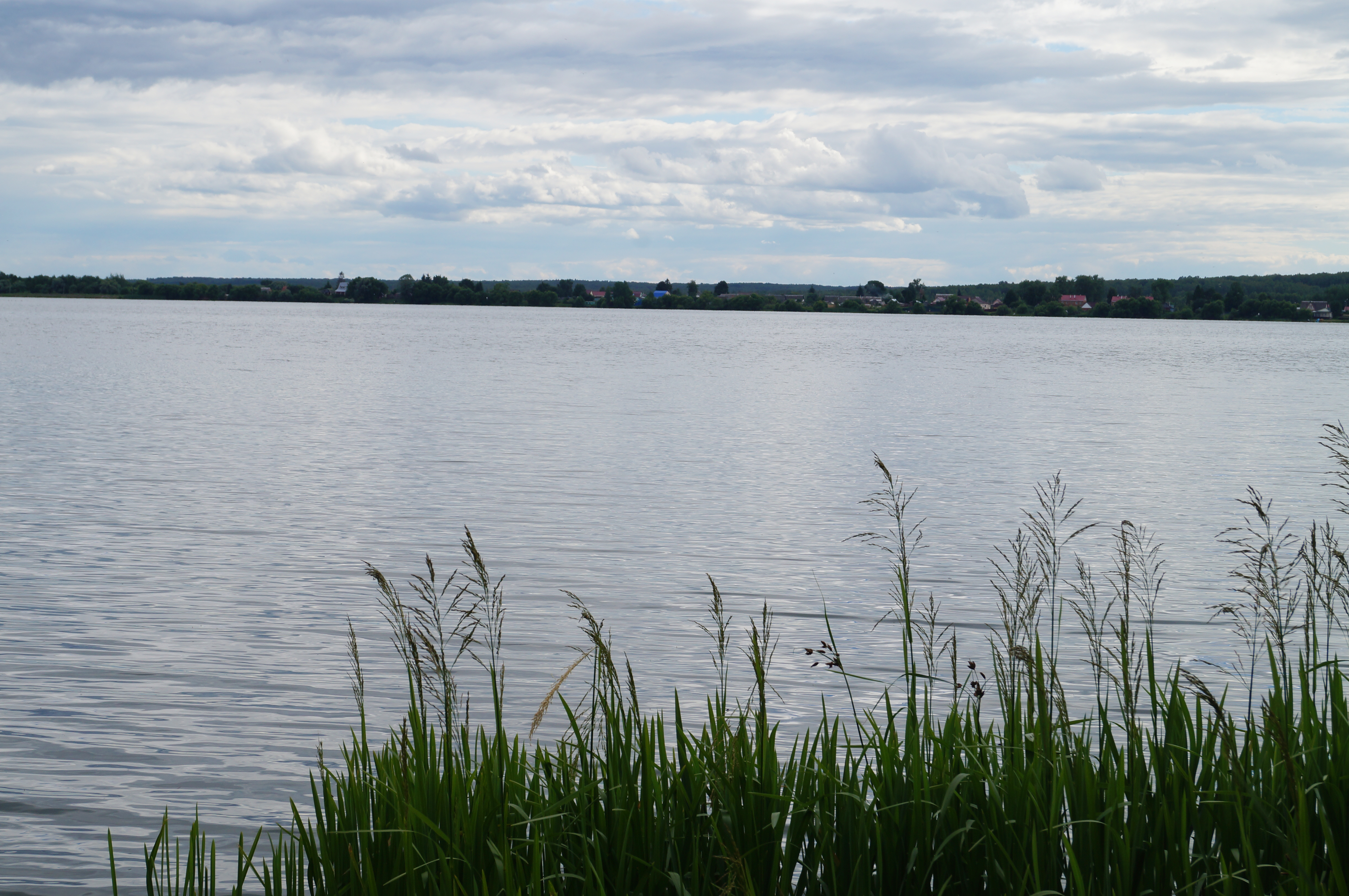
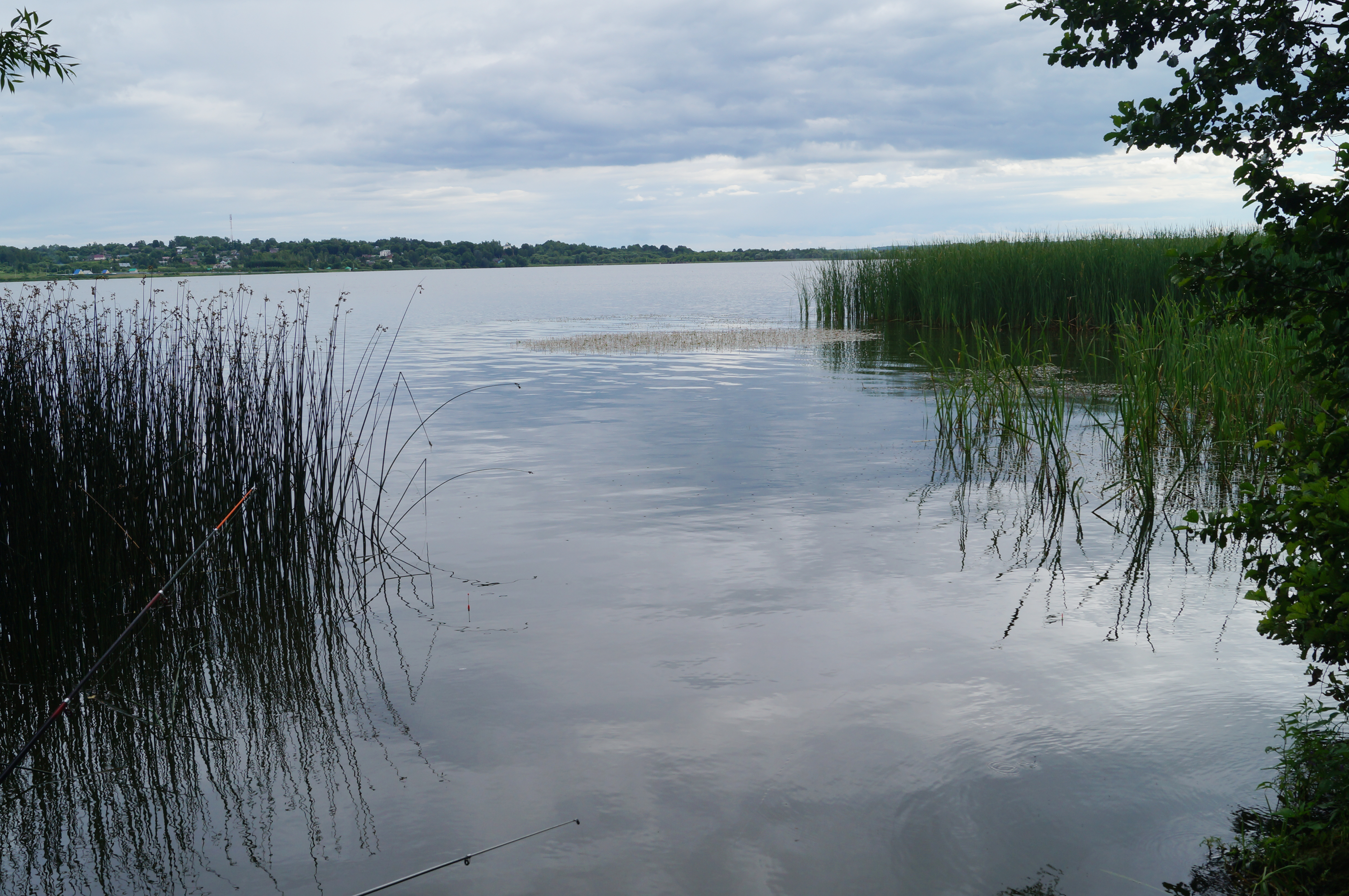
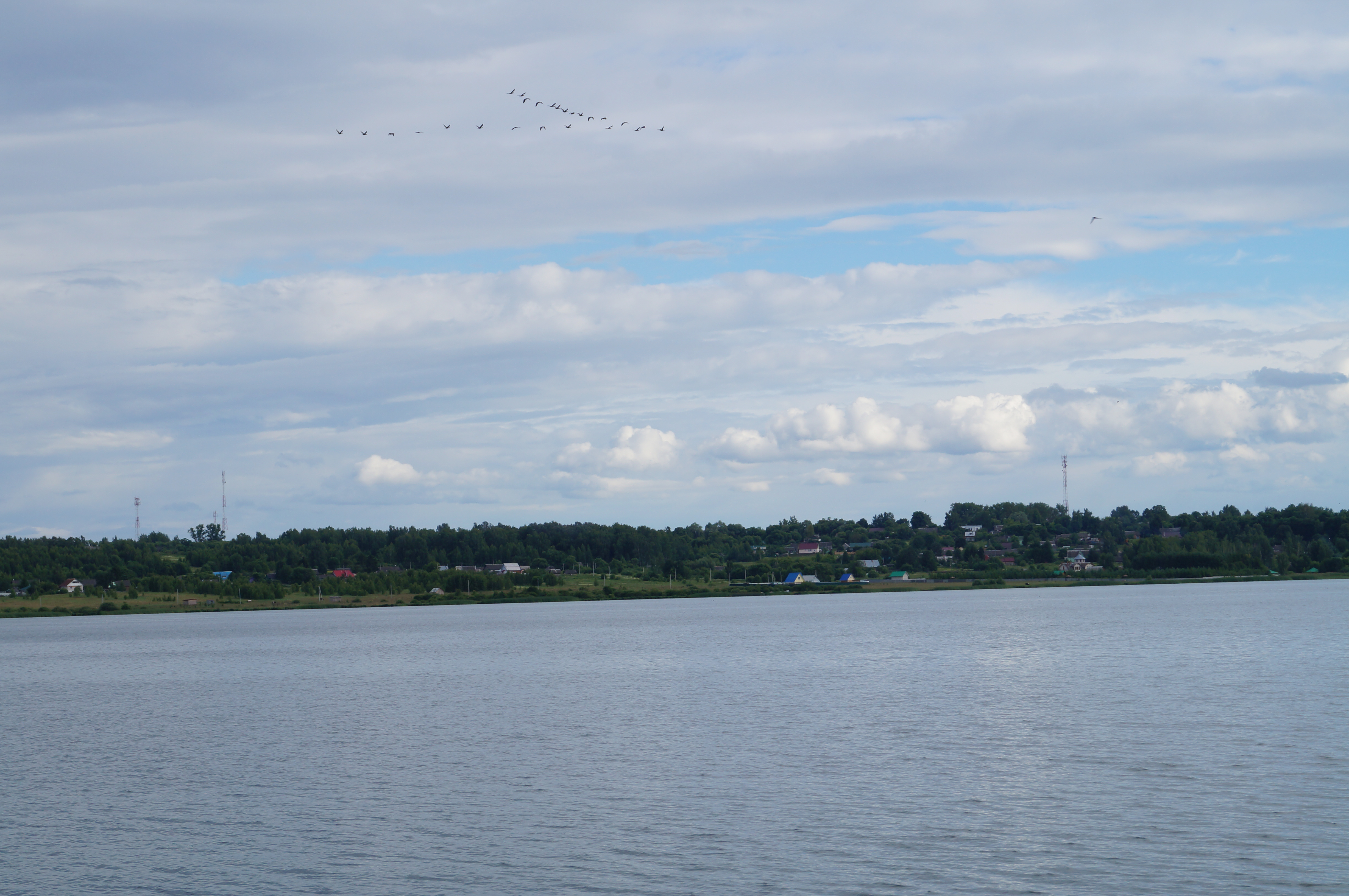